# Дроази (Горња Савоја)
Дроази (фр. Droisy) насеље је и општина у источној Француској у региону Рона-Алпи, у департману Горња Савоја која припада префектури Сен Жилијен ан Женвоа.
По подацима из 2011. године у општини је живело 160 становника, а густина насељености је износила 35,16 становника/km². Општина се простире на површини од 4,55 km². Налази се на средњој надморској висини од 660 метара (максималној 941 m, а минималној 558 m).

## Демографија
| 1962. | 1968. | 1975. | 1982. | 1990. | 1999. | 2011. |
| ----- | ----- | ----- | ----- | ----- | ----- | ----- |
| 75    | 78    | 63    | 67    | 71    | 71    | 160   |

График промене броја становника у току последњих година